# Sébastien Lefebvre
Pour les articles homonymes, voir Lefebvre.
Sébastien Lefebvre né le 5 juin 1981 est un chanteur et musicien québécois (Canada) connu en tant que membre du groupe pop punk Simple Plan. Il a grandi à Laval, Québec et travaillait auparavant comme concierge à son ancienne école, le Collège Beaubois à Pierrefonds. Il habite aujourd'hui dans le Vieux-Montréal.

## Équipement

### Guitares
Au début de la carrière de Simple Plan, Sébastien utilise des guitares ESP.
À partir du deuxième album, Still Not Getting Any..., il utilise des guitares Framus, principalement les modèles Mayfield et Panthera. Il joue également de temps en temps avec des modeles Tennessee et Regenades.
En 2014, Framus sort un modèle signature à son nom.
À partir de 2023, il utilise des guitares Godin, plus précisément des modèles Montréal Premiere.

### Ampli et effets
Sebastien joue sur des amplificateurs Mesa Boogie et Framus.

## Biographie
Sébastien Lefebvre a grandi à Laval avec sa famille. Sébastien est bilingue et parle donc français et anglais. Il est encore aujourd'hui très proche de son frère aîné, Jay. Il a également une sœur, Héloise et une demi-sœur Andrée-Anne. Le nom de Jay est mentionné dans l'album "Still Not Getting Any..." de Simple Plan ainsi que dans la page de l'émission "Man of the hour".
Ses parents ont divorcé alors qu'il était à l'école secondaire. Les deux se sont remariés par la suite. Sébastien remercie d'ailleurs "ses quatre parents" dans les albums de Simple Plan. Sa mère, Lorraine Pépin, est psychologue spécialisée avec les enfants et travailleuse sociale dans l'Est de Montréal, alors que son père, Jean Lefebvre, travaille en gestion des ressources humaines dans le Centre-du-Québec.
Il a également produit un extrait en solo intitulé « You Are Here/Vous Etes Ici ». Cet extrait a été rendu disponible le 20 octobre 2009.
Il vient aussi de sortir un EP de Noël de trois chansons en duo avec la chanteuse Albetaine Katie Rox intitulé « Christmas Etc ». Cet extrait a été rendu disponible le 23 novembre 2010. Uniquement en téléchargement digital. Il vient juste de produire un deuxième extrait en solo intitulé Les Robots. Cet extrait a été rendu disponible le 8 mars 2011 gratuitement sur son site internet. Il vient tout juste de révéler sur son site internet le nom de son nouvel EP qui s'intitulera More Sake Por Favor ainsi que l'image de la pochette. Il a sorti un extrait de 30 secondes de son nouveau single que se nomme My Dear. Le dessin de la vidéo a été réalisé par un de ses fans Jacob Drake. Cet EP contiendra 7 chansons et il sortira le 20 juillet en téléchargement sur son site internet. Dans un webchat qu'il a tenu le 19 juillet il a annoncé qu'il ressortirait son 2e EP Les Robots avec de nouvelles chansons dans les semaines à venir. 21 décembre il vient de ressortir son EP Les Robots gratuitement sur son site internet avec deux chansons bonus.

## Projet solo
Le premier single « I Fall For You » a été publié le 8 septembre. Un clip vidéo a été récemment publié sur YouTube. Le clip est dirigé par un membre du groupe simple plan, Chuck.
| 1. | Décoller        | 1:31 |
| 2. | Comatose        | 4:01 |
| 3. | La Nouvelle Vie | 3:21 |
| 4. | Good Night      | 3:02 |
| 5. | I Fall For You  | 3:47 |
| 6. | Life Goes On    | 3:09 |
| 7. | The One         | 2:39 |

Il a également enregistré et a publié un autre EP solo, appelé Les Robots, en 2011. Il l'a mis sur son site officiel, où on peut le télécharger gratuitement.
| 1. | Fabrication                                      | 1:17 |
| 2. | Sending You A Letter                             | 3:30 |
| 3. | Catch Me (with Katy Rox)                         | 3:11 |
| 4. | Tu Me Manques                                    | 2:37 |
| 5. | The Last Time We Kiss                            | 3:06 |
| 6. | Crossed Out                                      | 3:38 |
| 7. | Getting Stuck in my Head                         | 3:02 |
| 8. | Last Man (Bonus)                                 | 2:56 |
| 9. | Getting Stuck in my Head (Naked Version) (Bonus) | 2:59 |

Il a également enregistré et a publié un autre EP solo, appelé More Sake Por Favor, en 2012. Il l'a mis sur son site officiel, et on peut le télécharger au coût de 4,99$. Le premier extrait de se nouvel EP se nomme My Dear; le clip de ce single a été réalisé par un de ses fans, Jacob Drake.
| 1. | L'Histoire       | 1:24 |
| 2. | My Dear          | 3:02 |
| 3. | Always           | 4:01 |
| 4. | Au secours       | 3:13 |
| 5. | Mystérieuse      | 3:52 |
| 6. | This Bed         | 3:55 |
| 7. | I Raise My Glass | 5:34 |

## Sébastien et Katie
En novembre 2010, Sébastien avait révélé son projet nouveau groupe avec sa compatriote musicienne canadienne Katie Rox. Les deux forment le duo Sébastien et Katie. Quelques semaines après l'annonce du groupe, ils sortent leur premier EP "Christmas Etc...". La musique sur le EP est d'un style folklorique.
| 1. | Stay (It's Christmas) | 3:15 |
| 2. | Other Side            | 3:35 |
| 3. | Rich                  | 4:15 |

## Référence
1. ↑  « Simple Plan - Band », sur simpleplan.com via Wikiwix (consulté le 8 octobre 2023).
2. ↑  « Sebastien & Katie / Listen and  Stream Free Music, Albums, New Releases, Photos, Videos », sur Myspace (consulté le 10 août 2020).
3. ↑  (en) « Sebastien Lefebvre », sur sebastienlefebvre.ca (consulté le 8 octobre 2023).